# West Pelzer
West Pelzer és una població dels Estats Units a l'estat de Carolina del Sud. Segons el cens del 2000 tenia 879 habitants.

## Demografia
Segons el cens del 2000, West Pelzer tenia 879 habitants, 395 habitatges i 250 famílies. La densitat de població era de 692,6 habitants/km².
Dels 395 habitatges en un 28,4% hi vivien nens de menys de 18 anys, en un 40,8% hi vivien parelles casades, en un 17,5% dones solteres, i en un 36,5% no eren unitats familiars. En el 33,2% dels habitatges hi vivien persones soles el 14,9% de les quals corresponia a persones de 65 anys o més que vivien soles. El nombre mitjà de persones vivint en cada habitatge era de 2,23 i el nombre mitjà de persones que vivien en cada família era de 2,77.
Per edats la població es repartia de la següent manera: un 23,3% tenia menys de 18 anys, un 11,4% entre 18 i 24, un 28% entre 25 i 44, un 22,9% de 45 a 60 i un 14,4% 65 anys o més.
L'edat mediana era de 36 anys. Per cada 100 dones de 18 o més anys hi havia 80,2 homes.
La renda mediana per habitatge era de 28.375 $ i la renda mediana per família de 34.702 $. Els homes tenien una renda mediana de 30.500 $ mentre que les dones 23.250 $. La renda per capita de la població era de 14.781 $. Entorn del 15,3% de les famílies i el 18,1% de la població estaven per davall del llindar de pobresa.

## Poblacions més properes
El següent diagrama mostra les poblacions més properes.